# Dyskryminacja geograficzna
Dyskryminacja geograficzna to blokowanie geograficzne oraz inne formy dyskryminacji ze względu na przynależność państwową klientów, ich miejsce zamieszkania lub miejsce prowadzenia działalności. Obejmuje bezpośrednią i pośrednią dyskryminację przez handlowców utrzymujących sztuczny podział rynku według miejsca zamieszkania klientów. Konsumenci mogą być narażeni na tego typu odmienne traktowanie przy dokonywaniu zakupów online (geoblokowanie), ale także podczas podróży np. do innych państw członkowskich UE w celu nabycia towarów lub skorzystania z usług.
Przykłady: 
- odmowa sprzedaży lub oferowanie odmiennych warunków przy transgranicznym zakupie towarów lub usług,
- blokowanie dostępu do stron internetowych i innych interfejsów internetowych oraz przekierowywanie klientów z wersji interfejsu przeznaczonej dla mieszkańców danego państwa do wersji dla innego państwa
- wymaganie od klientów, by dokonywali oni płatności z rachunków bankowych w konkretnym państwie członkowskim[1]